# Jean-Louis Tauran
Jean-Louis Pierre Tauran (fr. [ʒɑ̃lwi toʁɑ̃]; 5. travnja 1943. – 5. srpnja 2018.) bio je francuski kardinal. Do smrti je bio predsjednik Papinskoga vijeća za međureligijski dijalog (od 2007.) i kamerlengo Svete Rimske Crkve (od 2014.). Imenovan je kardinalom u konzistoriju 2003. godina, a od 2011. do 2014. bio je protođakon Kardinalskoga zbora. Prethodno je gotovo trideset godina djelovao u diplomatskoj službi Svete Stolice, te nekoliko godina kao glavni vatikanski arhivar i knjižničar.

## Mladost i obrazovanje
Rođen u Bordeauxu, Tauran je studirao na Papinskom sveučilištu Gregoriana u Rimu, stekavši licencijat iz filozofije i teologije, te doktorat iz kanonskoga prava. Također je studirao na Papinskoj crkvenoj akademiji u Rimu, i Katoličkom sveučilištu u Toulouseu. Za svećenika ga je zaredio nadbiskup Marius Maziers, 20. rujna 1969., te je djelovao kao dušobrižnik u nadbiskupiji Bordeaux, prije nego što je 1975. ušao u diplomatsku službu Svete Stolice. Bio je tajnik nuncijature pri Dominikanskoj Republici (1975. – 1978.) i Libanonu (1979. – 1983.). Postao je službenik Vijeća za javne poslove Crkve, 1983., te je sudjelovao u posebnim misijama na Haitiju (1984.), i Beirutu i Damasku (1986). Također je bio član vatikanske delegacije na sastancima Konferencije za europsku sigurnost i suradnju, Konferencije za razoružanje u Stockholmu i Kulturnom forumu u Budimpešti i Beču.

## Tajnik za odnose s državama
Tauran je 1. prosinca 1990. imenovan za tajnika za odnose s državama pri Državnom tajništvu Svete Stolice i teleptenskim naslovnim nadbiskupom. Biskupsko posvećenje podijelio mu je papa Ivan Pavao II., 6. siječnja 1991., u Bazilici sv. Petra, te suposvetitelji nadbiskupi Giovanni Battista Re i Justin Francis Rigali. Kao tajnik, Tauran je zapravio bio vatikanski ministar vanjskih poslova. 

## Kardinal
Papa Ivan Pavao II. imenovao je Taurana kardinalom-đakonom s naslovom Sant'Apollinare alle Terme u konzistoriju 21. listopada 2003. Sljedećega mjeseca, 24. studenoga, imenovan je arhivarom i knjižničarem Svete Rimske Crkve, s nadležnošću za Vatikanske tajne arhive i Vatikansku knjižnicu.
Krajem 2003., Tauran je skrenuo pozornost na drugorazredno tretiranje nemuslimana u "brojnim muslimanskim zemljama", osobito Saudijskoj Arabiji. Predstavljao je papu u ožujku 2005. na otvaranju novoga muzeja Holokausta u Yad Vashemu, u Jeruzalemu.
Tauran je bio jedan od kardinala izbornika u konklavi 2005. godine, kada je izabran papa Benedikt XVI. Također je bio izbornik u konklavi 2013. godine, kada je izabran papa Franjo. Neposredno pred konklavu 2013., vatikanist John L. Allen, Jr. napisao je da je Tauran papabile sa slabim izgledima. Kao kardinal-protođakon u vrijeme konklave, objavio je izbor i ime novoga pape, 13. ožujka 2013., te dodijelio palij papi Franji na Misi papinske inauguracije, 19. ožujka.
Kardinal Tauran iskoristio je svoje pravo prelaska u red kardinala-prezbitera, te ga je papa Franjo 12. lipnja 2014. potvrdio u redu kardinala-prezbitera. Na mjestu protođakona naslijedio ga je kardinal Renato Raffaele Martino.

### Predsjednik Papinskoga vijeća za međureligijski dijalog
Iako je imao Parkinsonovu bolest, Tauran je imenovan za predsjednika Papinskoga vijeća za međureligijski dijalog, 25. lipnja 2007., što je ukazivalo da se bolest ne pogoršava te da je mogao obavljati odgovornu dužnost. Preuzeo je dužnost 1. rujna 2007. Istovremeno je bio nadležan za Povjerenstvo za religijske odnose s muslimanima.
Osim dužnosti predsjednika Papinskoga vijeća za međureligijski dijalog, bio je član Državnoga tajništva (druge sekcije); Kongregacije za nauk vjere, Kongregacije za biskupe, Kongregacije za Istočne Crkve; Papinskoga vijeće za jedinstvo kršćana, Papinskoga vijeća za kulturu; Apostolske signature, Uprave za nasljeđe Svete Stolice, te Papinskoga povjerenstva za Državu Vatikanski Grad.
U lipnju 2013., papa Franjo imenovao je kardinala Taurana za jednog od pet članova povjerenstva za istraživanje Instituta za religijska djela (IOR).
Papa Franjo imenovao je Taurana na službu kamerlenga Svete Rimske Crkve, 20. prosinca 2014., što je do tada obavljao kardinal Tarcisio Bertone. Tauran je položio prisegu pred papom Franjom, 9. ožujka 2015.

## Smrt
Tauran je imao simptome Parkinsonove bolesti već 2003. godine, ali je stanje do 2007. bilo dovoljno stabilno da je mogao preuzeti dužnosti u Rimskoj kuriji. Kardinal je umro 5. srpnja 2018., u dobi od 75 godina, u Hartfordu, u Connecticutu, gdje je bio hospitaliziran zbog liječenja Parkinsonove bolesti. Njegovo tijelo prevezeno je u Rim, gdje su održan obredi uobičajeni za kardinala iz Rimske kurije.